# Léonard Roux
Pour les articles homonymes, voir Roux (patronyme).
Léonard Roux, se faisant aussi appelé Léonard Roux de Cruzol ou Léonard Roux de Saint-Céran, né le 19 février 1725 à Lyon et mort guillotiné dans cette même commune le 13 décembre 1793 , est un architecte français. Il est secrétaire du roi en 1761.

## Biographie
Léonard est né le 19 février 1725 à Lyon, il est fils de André Roux « maitre maçon » ne sachant signer, et de Catherine Rondet. Il se mari en 1759 avec Julienne Deschamps, et quatre enfants naitront de leur union : Thomas André, Victoire Julie, Céran Jacques, André Valéry. 
Léonard Roux sera recteur de l'hôpital de la Charité avec Benoît Valous en 1762, et en sera l’architecte. En 1786, ayant acquis le château de Cruzol (Lentilly), c’est sous le nom de Léonard Roux de Cruzol qu’il paraît à l’assemblée de la noblesse en 1789.
Arrêté comme « contre-révolutionnaire », il est guillotiné le 13 décembre 1793 place des Terreaux, à l’âge de 68 ans.

## Réalisations
Il réalise les travaux d'architecture suivants :
- église des Augustins, devenue église Notre-Dame-Saint-Vincent, à Lyon ;
- digue de la Tête-d'Or en 1762.

## Distinctions
Il est membre de l'Académie de Lyon et membre associé de l'Académie royale d'architecture.